# Tseard Visser

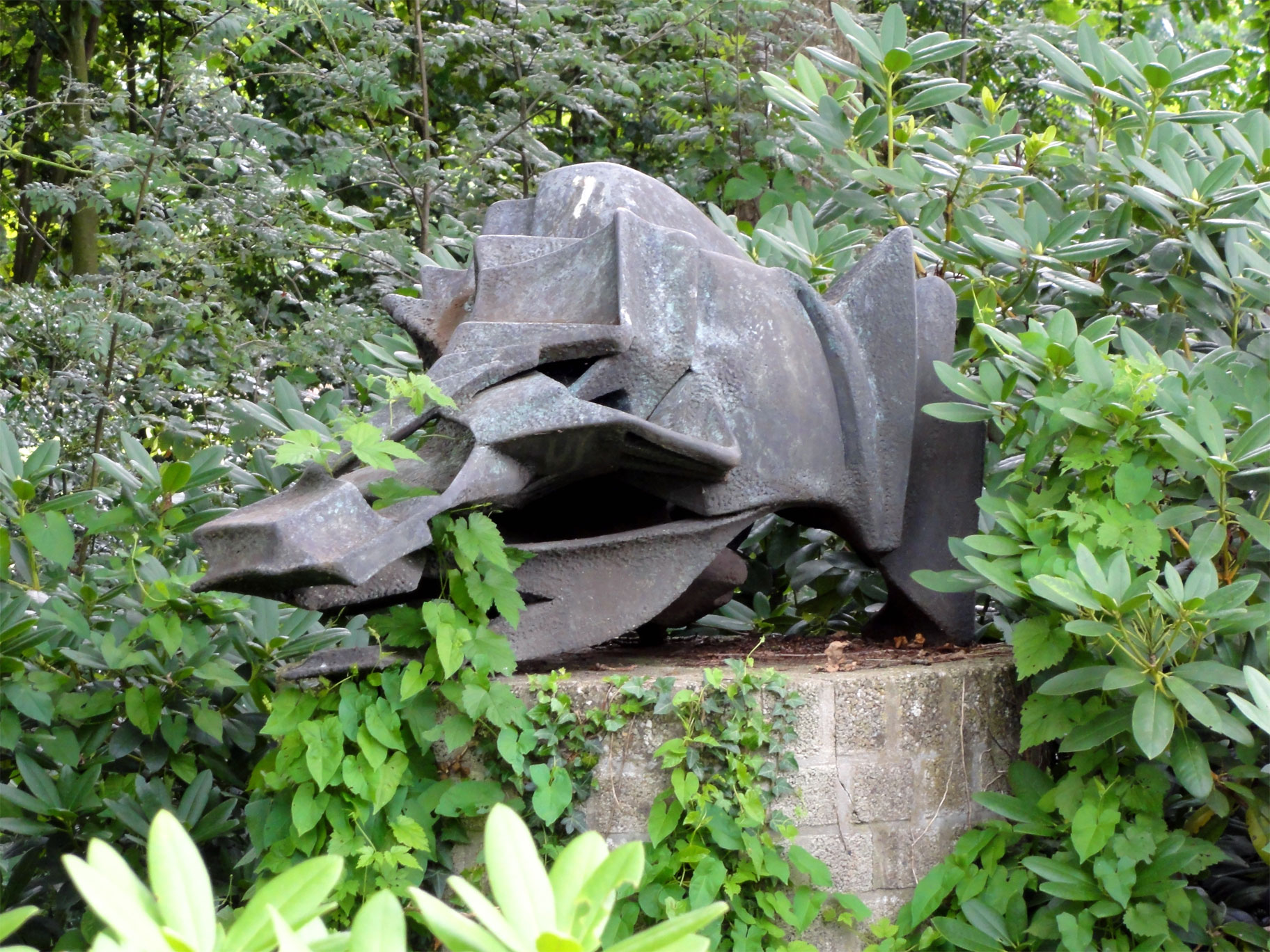
Zonder titel of De Wachter (1977), sculptuur van Tseard en Sip Visser in de tuin bij het gemeentehuis van Opsterland in Beetsterzwaag

Tseard Visser (Drachten, 29 maart 1929 - Opsterland, 21 september 1979) was een Nederlandse beeldend kunstenaar.

## Leven en werk
Visser besloot, na eerst als fysiotherapeut en CIOS-leraar werkzaam te zijn geweest, te kiezen voor het beeldend kunstenaarschap. Hij was getrouwd met de schilderes Mare van der Woude. In de zestiger jaren van de 20e eeuw stichtte hij de kunstenaarsgemeenschap Haudmare te Duurswoude. Van deze groep maakten naast Visser en zijn vrouw ook deel uit Boele Bregman en David van Kampen. Het lukte niet om een duurzame leefgemeenschap te stichten. Visser en Van de Woude zetten hun werk voort in de tot atelier en expositieruimte omgebouwde school van Duurswoude. Samen met zijn zoon Sip maakte hij een sculptuur, die geplaatst werd in de tuin van het gemeentehuis van Opsterland in Beetsterzwaag, het Lycklamahuis. Visser maakte als beeldend kunstenaar ook speelobjecten voor kinderen, die in diverse wijken van de stad Groningen werden geplaatst.
Zijn werk werd in 1965 bekroond met de Prix Collioure. Visser overleed in september 1979 op 50-jarige leeftijd.

## Werken in de openbare ruimte (selectie)
Beetsterzwaag
- Zonder titel (1977), tuin gemeentehuis

Drachten
- Onverwoestbaarheid (1965), De Rien/De Brekken
- Wording (1974), Pier Panderstraat
- Zonder titel (1964), Bouwakker

Gorredijk
- Zonder titel (1964), Mientewei

Leeuwarden
- Mens en Dier, Heliconweg
- Zonder titel (1966), een Esperantomonument, Dr. Zamenhofpark
- Zonder titel (1966), Greunsweg

- Biografisch Portaal: 71228985
- Nederlandse Thesaurus van Auteursnamen: 241752213
- RKD-Nederlands Instituut voor Kunstgeschiedenis: 81347
- Virtual International Authority File: 282097769
- WorldCat: E39PBJt8dKvw6wP7rBbRfwc9Dq